# Fishkill
Fishkill és una població dels Estats Units a l'estat de Nova York. Segons el cens del 2000 tenia 1.735 habitants.

## Demografia
Segons el cens del 2000, Fishkill tenia 1.735 habitants, 965 habitatges, i 400 famílies. La densitat de població era de 761,2 habitants/km².
Dels 965 habitatges en un 14,1% hi vivien nens de menys de 18 anys, en un 32,2% hi vivien parelles casades, en un 0% dones solteres, i en un 58,5% no eren unitats familiars. En el 53,9% dels habitatges hi vivien persones soles el 32,8% de les quals corresponia a persones de 65 anys o més que vivien soles. El nombre mitjà de persones vivint en cada habitatge era d'1,8 i el nombre mitjà de persones que vivien en cada família era de 2,74.
Per edats la població es repartia de la següent manera: un 14,1% tenia menys de 18 anys, un 4,9% entre 18 i 24, un 26,9% entre 25 i 44, un 23,5% de 45 a 60 i un 30,5% 65 anys o més.
L'edat mediana era de 48 anys. Per cada 100 dones de 18 o més anys hi havia 71,3 homes.
La renda mediana per habitatge era de 36.344 $ i la renda mediana per família de 59.737 $. Els homes tenien una renda mediana de 48.750 $ mentre que les dones 31.898 $. La renda per capita de la població era de 26.504 $. Entorn del 4,5% de les famílies i el 8,4% de la població estaven per davall del llindar de pobresa.